# Leucocrinum
Leucocrinum là một chi thực vật có hoa trong họ Asparagaceae.

## Danh sách loài
- Leucocrinum montanum Nutt. ex Gray
  - Leucocrinum montanum var. fibrosum
  - Leucocrinum montanum var. majus

## Hình ảnh

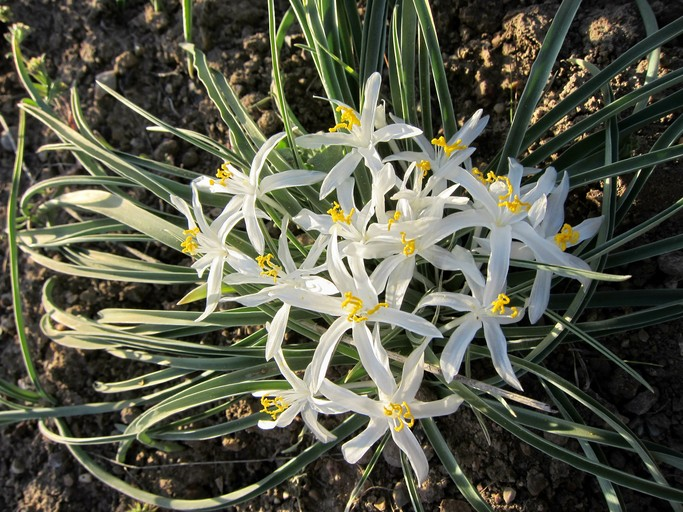
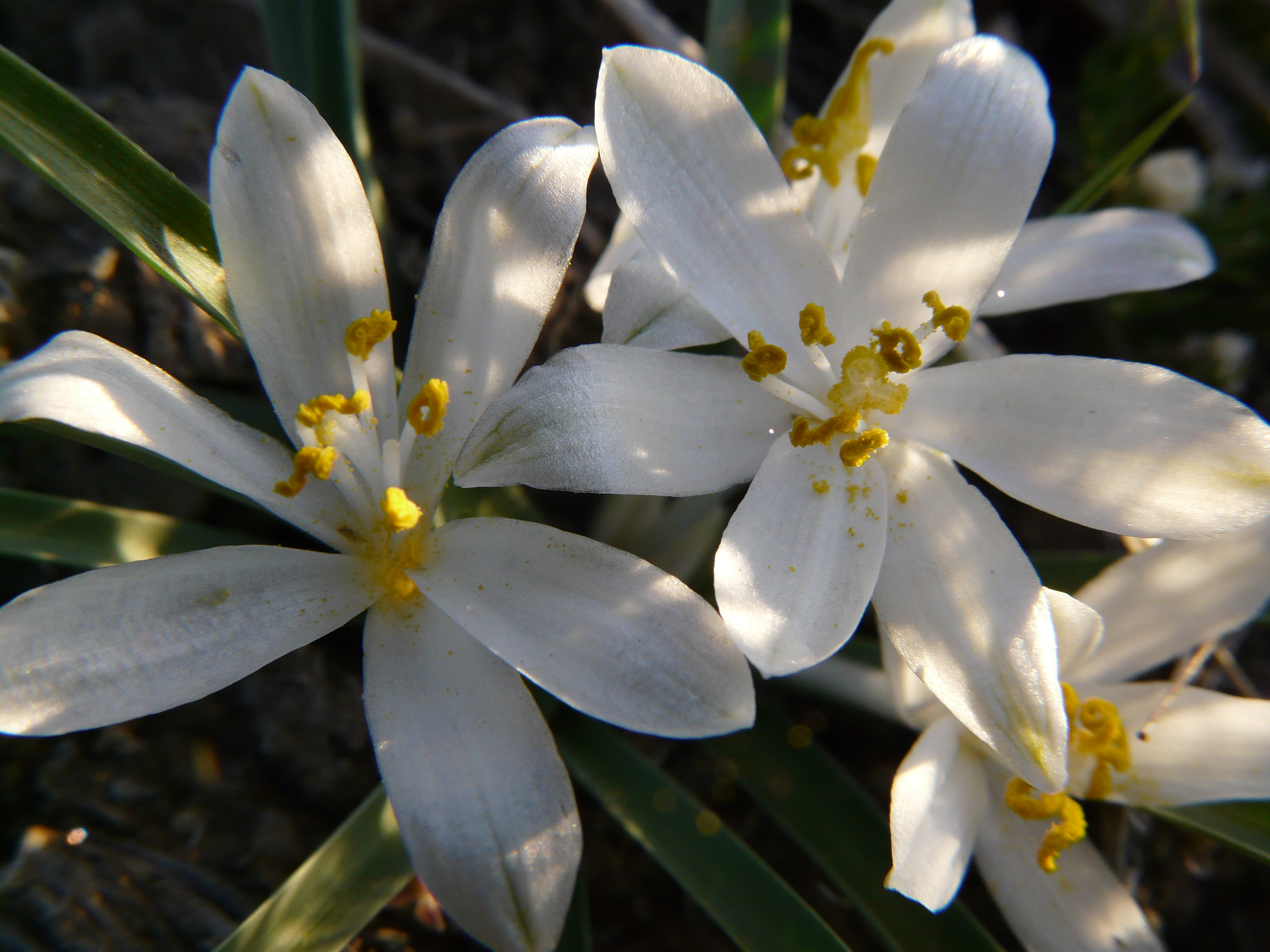